# Hrvatsko zagorje

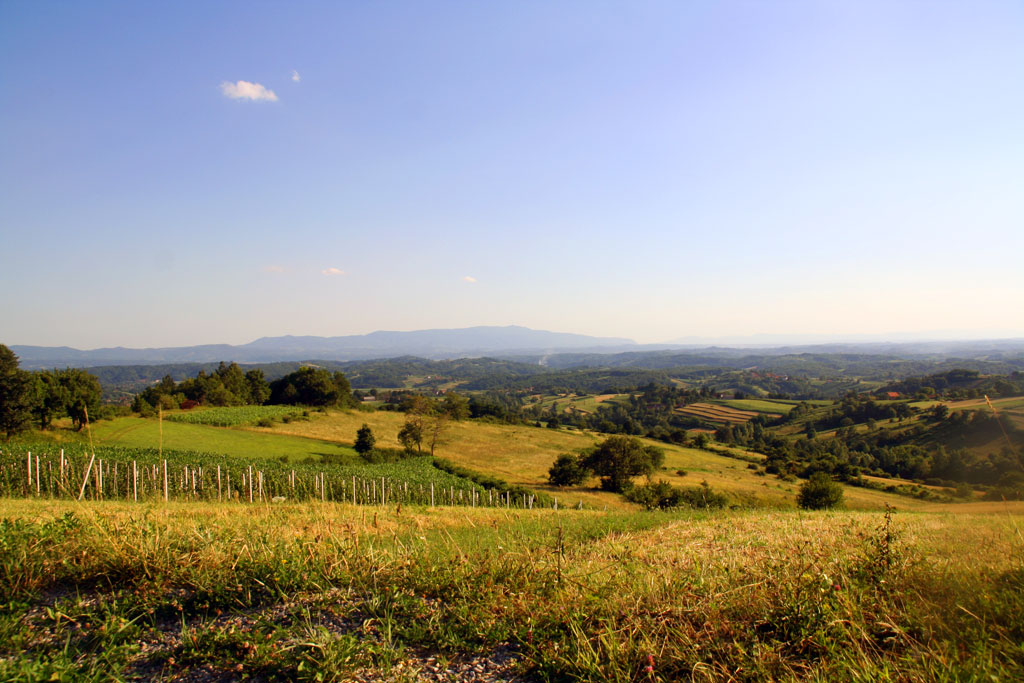
Typisk landskapsbild från Zagorje.

Hrvatsko zagorje eller bara Zagorje är en mikroregion och en historisk provins i nordöstra Kroatien. Zagorje gränsar i norr och väster till Slovenien, i öster till Podravina, i söder till Prigorje och i nordöst till Međimurje. Den största staden är Varaždin vid floden Drava.

## Natur
Regionen utgör en del av en sydlig utlöpare av bergskedjan Alperna och landskapet och geologin i Zagorje är präglat av mjuka och böljande lerkullar med intet alltför obetydliga inslag av sandsten. Stora bestånd dominerade av sandstensklippor finns bland annat vid Strahinjčica i nordost liksom utmed den sydvästra sluttningen av Medvednica norr om Zagreb. Där når bergen sin högsta höjd i Zagorje, drygt 1000 meter över havet.
Bergsryggarna Medvednica, Strahinjčica/Maceljsko Gorje och Ivančica löper i en halvcirkel från sydväst till nordost och mellan ryggarna flyter floderna Sava, Sutla, Krapina och Drava åt sydost. Floderna och bergen bildar naturliga gränser mot republikerna Slovenien och Ungern i norr.
Eftersom landskapet i Zagorje liksom södra delen av Slovenien påverkats av avsmältningen av Alpernas glaciärer är landskapet inte särskilt rikt på sten och hårdare mineraler utan domineras i hög grad av lerjordar och sandsten samt moränarter.

## Medier
Den oberoende dagstidningen Zagorski list (Zagorjebladet) ges ut varje dag. Det säljs även andra nationella tidningar som delas ut i hela Kroatien såsom morgontidningen Jutarnji list och kvällstidningen Večernji list.
Från Krapina sänder radiokanalen Radio Kaj nyheter och trafikinformation om bland annat trafikläget och vädret till bilister.

## Städer

### Varaždin
Varaždin är Zagorjes äldsta och största stad. Den var Kroatiens huvudstad åren 1767-1776. Efter en stor brand år 1776 flyttades huvudstaden till Zagreb. Staden har många äldre byggnader kvar. På många byggnader i gamla stan syns fortfarande spår av kriget. I Varaždin ligger en gammal borg från medeltiden.

### Krapina
Krapina ligger ca 40 km väster om Varaždin och har en typisk centraleuropeisk arkitektur. Krapina kallas stundom för det "kroatiska språkets födelsestad". Anledningen är att författaren Ljudevit Gaj som gav kroatiskan sitt nuvarande skriftspråk föddes här. För övrigt ligger här även utgrävningar av Krapinamänniskan som upptäcktes av Dragutin Gorjanović-Kramberger. Numera finns ett museum med bland annat en staty av Krapinamänniskan där fynden går att beskåda. Man kan även promenera uppför berget där gamla utgrävningar finns bevarade till allmän beskådan. Staden ligger i en dalgång mellan bergen Strahinjćica och Hušnjak.

## Kurorter
I regionen finns flera kurorter, däribland Krapinske Toplice, Tuheljske Toplice och Varaždinske Toplice, som vuxit fram kring varma källor. Kurorterna erbjuder olika välgörande behandlingar och är populära turistmål.

## Arkitektur
Zagorje är i Kroatien känt för sina många medeltida borgar och slott. De mest framträdande är borgen i Varaždin, Veliki Tabor och slottet Trakošćan.

### Trakošćan
Trakošćan är ett gammalt slott beläget ca 8 km från slovenska gränsen på berget Ivančica. Slottet ligger i anslutning till en promenadstig uppför berget. Vid slottet finns en sjö där besökare erbjuds trampbåtsuthyrning sommartid. Trakošćan har ägts av den adliga släkten Drašković i flera år. Den sista medlemmen av släkten som ägde slottet dog år 2007.

### Veliki Tabor
Veliki Tabor är en gammal borg i närheten av berget Grešna gorica mellan städerna Pregrada och Desinić. Namnet "Veliki Tabor" betyder "Stora borg". Borgen är uppförd i typisk medeltidsstil och dess inre hyser några intet alltför trevliga berättelser om en slottsherre en gång i tiden som lär ha låtit avrätta sin dotter på grund av kontroversiella omständigheter varefter han skall ha murat in hennes kropp i väggarna. Detta har sedan dess förblivit en legend tillika skröna. I samband med renoveringsarbeten av borgen har byggarbetare funnit rester efter ben som lär ha tillhört en människa.

### Muzej Staro selo, Kumrovec
I byn Kumrovec vid slovenska gränsen ligger museet "Gamla byn". I byn föddes den kommunistiska politikern Josip Broz Tito, som kallades för "Tito" eftersom han stred med den internationella brigaden på republikanernas sida under det spanska inbördeskriget. Han var även den socialistiska federationen Jugoslaviens diktator åren 1953-1980. Utöver detta gives man även chans att betrakta den traditionella byggstilen på byhusen i regionen.

## Kultur

### Musik
Den traditionella folkmusiken i Zagorje har fått influenser från folkmusiken i främst Slovenien och Österrike. Polkan hade stort inflytande under slutet av 1800-talet. Den traditionella musikstilen har en snabb rytmisk takt och traditionella musikinstrument som spelas är fiol, kontrabas som bakgrundsinstrument, samt mandoliner. Under bröllopsfestligheter i regionen spelas traditionellt gamla bröllopsvisor i denna stil men numera även med modernare instrument. Längre fram, under början av 1900-talet började den nuvarande populära folkliga musiken att göra sig påmind. Den bär ungefär samma rytm som den ursprungliga folkliga musikstilen men med typiska blåsinstrument av varierande slag, samt dragspel som upphöjer rytmen i musiken.[källa behövs]

## Zelenjak
Zelenjak är ett berg några kilometer söder om Kumrovec. I Zelenjak finns en minnessten rest för den kroatiska nationalsången.

## Kommunikationer
Genom Zagorje går två stora motorvägar, A2/E59 och A3/E65 mellan Zagreb och Macelj (gränsen mot Slovenien) respektive mellan Zagreb och Mursko Središće (gränsen mot Ungern).
Mellan Zaprešić och Kotoriba vid ungerska gränsen går en äldre järnvägslinje vilken passerar genom Varaždin varifrån en sidojärnväg leder till staden Ormož på andra sidan slovenska gränsen. Från småstaden Zabok går dessutom en avstickare till Đurmanec, längs med vilken Krapina passeras.
Ovannämnda stamlinje utnyttjades fram till 2008 av snabbtågstrafik mellan Zagreb och Budapest, men dålig rentabilitet, sannolikt beroende på banans låga kapacitet och dåliga standard, ledde till dess nedläggning. Däremot är regionaltrafiken mellan Zagreb och Krapina respektive Varaždin-Kotoriba livlig.

### Kända personer
- Josip Broz "Tito", kommunistisk politiker och f d Jugoslaviens president 1953-1980
- Franjo Tuđman, kroatisk president 1990-1999
- Ljudevit Gaj, kroatisk lingvist tillika det kroatiska språkets fader
- Ambroz "Matija" Gubec, kroatisk bonde och upprorsman på 1500-talet
- Antun Mihanović, tonsättare av den kroatiska nationalhymnen